# Данкур Попенкур
Данкур Попенкур (фр. Dancourt-Popincourt) насеље је и општина у североисточној Француској у региону Пикардија, у департману Сома која припада префектури Мондидје.
По подацима из 2011. године у општини је живело 142 становника, а густина насељености је износила 24,07 становника/km². Општина се простире на површини од 5,9 km². Налази се на средњој надморској висини од 90 метара (максималној 101 m, а минималној 82 m).

## Демографија
| 1962. | 1968. | 1975. | 1982. | 1990. | 1999. | 2011. |
| ----- | ----- | ----- | ----- | ----- | ----- | ----- |
| 168   | 173   | 151   | 127   | 136   | 128   | 142   |

График промене броја становника у току последњих година